# Josep Maria Boix i Raspall
Josep Maria Boix i Raspall (Barcelona, 27 de febrer de 1887 - 9 d'abril de 1973) va ser un jurista i director de la Caixa de Pensions per a la Vellesa i d'Estalvis de Catalunya i Balears (1935-1939).
Va néixer el 27 de febrer de 1887 (segons la partida de naixement, l'1 de març), primer fill del segon matrimoni del seu pare, Antoni Boix Lines, amb Teresa Raspall Valls, qui del primer matrimoni ja tenia dos fills (Teodor i Maria del Carme). Amb Teresa va tenir, a banda del Josep Maria, a dues noies (Mercè i Maria), però, les dues van morir d'infants. La família paterna era originària de Castell-llebre i Igualada i la materna de Sant Pere de Riudebitlles.
Després de passar per diversos col·legis, el setembre de 1896 va ingressar al col·legi dels Jesuïtes de Casp, on va cursar també batxillerat fins al 1903. Allà va entrar en contacte amb persones de renom com Manuel Carrasco i Formiguera. Posteriorment, va ingressar a la Facultat de Dret de la Universitat de Barcelona, on es va llicenciar el 1909 (premi extraordinari de llicenciatura). Es va incorporar al despatx del senyor Oriol Anguera del Sojo. L'1 de gener del 1911 es va independitzar professionalment i el 15 de desembre del mateix any va obtenir el grau de Doctor en Dret (amb un excel·lent) a la Universitat Central, amb una memòria sobre “L'element mercantil i la universalització del dret als pobles mediterranis durant l'Edat mitjana”. Des del 8 d'octubre de 1912 va exercir d'advocat amb bufet privat al carrer Santa Anna.
El CRAI Biblioteca de Fons Antic de la Universitat de Barcelona conserva una obra que va formar part de la biblioteca personal de Boix, així com una de les marques de propietat que van identificar els seus llibres al llarg de la seva vida.
Durant la Guerra Civil espanyola va dirigir la Caixa de Pensions per a la Vellesa i d'Estalvis de Catalunya i Balears com a director general i els treballadors van constituir un comitè de control que no va controlar les activitats de l'entitat en entendre que ja estaven orientades cap a les classes populars, sense ànim de lucre, mercantilisme i especulació. El 1939 Boix i Raspall va ser represaliat i va ser substituït per Enrique Luño Peña com a director general.